# 泰雷特河
泰雷特河（法語：Terrette，法語發音：[tɛʁɛt]）是法国诺曼底大区芒什省的河流，是托特河的右支流，长29.2千米，发源自瑟里西拉萨勒，于特里布乌和格赖涅-梅尼勒昂戈流入托特河。